# Vaporul alb
Vaporul alb (în rusă Белый пароход, în kîrgîză Ак кеме, transliterat: Ak keme) este o nuvelă din 1970 a scriitorului kirghiz Cinghiz Aitmatov.
Nuvela lui Aitmatov a fost publicată pentru prima dată în limba rusă în revista Lumea nouă (Новый мир, nr. 1 din 1970) și în kirghiză în 1978 în revista Ala-Too (Ала-Тоо, nr. 2). Scriitorul a afirmat că redactorul-șef al revistei Lumea nouă din aceea perioadă i-a sugerat să schimbe titlul inițial După basm (После сказки) care i s-a părut prea simplist.

## Ecranizare

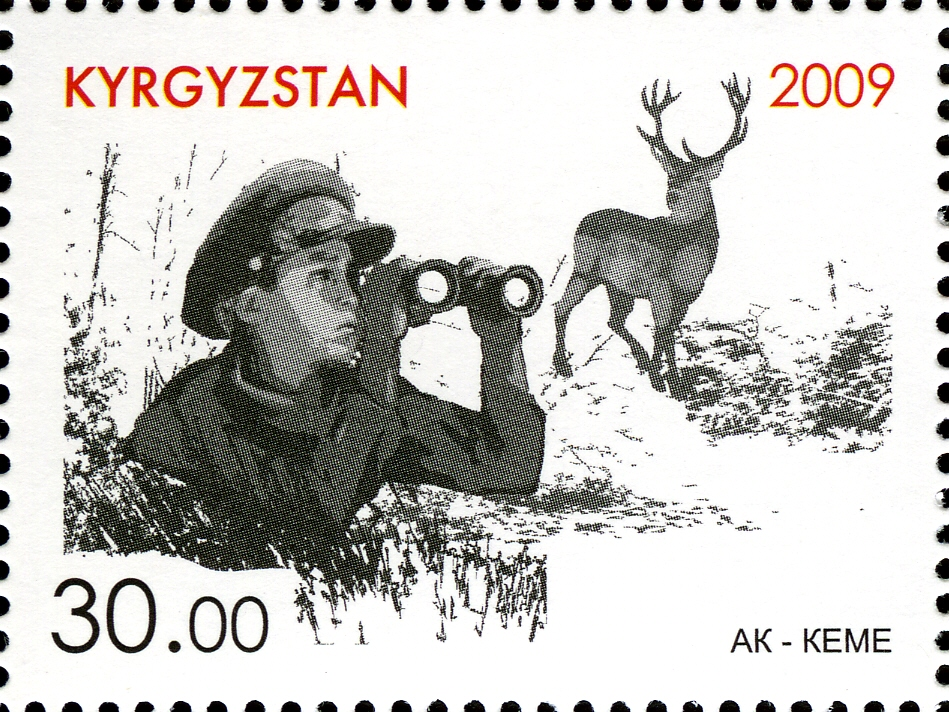
Timbru kirghiz din 2009

Pe baza acestui scenariu, regizorul Artyk Suyundukov scrie de mult timp scenariul unui film denumit Shambhala (în kîrgîză Шамбала). Produs de Kirghizfilm, a fost anunțat că va avea premiera în 2019, dar filmul este încă în faza de dezvoltare. Filmările au loc în regiunea Kemin, Balykchi și Naryn.
Un băiat de șapte ani și șase adulți locuiesc într-o pădure de munte. Băiatul este singur. Bunicul, care știe foarte multe legende populare, îndeplinește rolul de părinte al copilului. Lumea acestui copil, profund influențată de lumea basmelor și a legendelor interesante, contrastează puternic cu lumea reală a adulților.

## Traduceri
- Vaporul alb, Editura Albatros, 1972[1]
- Vaporul alb, în Cântecul stepei, cântecul munților, Editura Albatros, 1989, traducere de Nicolae Ionescu[2]